# Strange Old Brew
Albums de Carpathian Forest
Black Shining Leather
(1998) Morbid Fascination of Death
(2001)
Strange Old Brew est le deuxième album studio du groupe de Black metal norvégien Carpathian Forest. L'album est sorti en 2000 sous le label Avantgarde Music.
La chanteuse Nina Hex est la seconde vocaliste sur les titres House of the Whipcord et Cloak of Midnight.
Le chanteur E. Kulde est le second vocaliste sur les titres Blood Cleansing et Return of the Freezing.
Une version limitée de l'album inclut le titre He's Turning Blue en titre supplémentaire.

## Musiciens
- R. Nattefrost - Chant, Guitare, Claviers
- J. Nordavind - Guitare, Claviers, Chœur
- Tchort - Basse
- Anders Kobro - Batterie

### Musiciens additionnels
- Nina Hex - Chant sur les titres House of the Whipcord and Cloak of Midnight
- E. Kulde - Chant sur les titres Blood Cleansing et Return of the Freezing Winds
- Arvid Thorsen - Saxophone sur le titre House of the Whipcord

## Liste des morceaux
1. Intro - Damnation Chant – 1:01
2. Bloodcleansing – 2:43
3. Mask of the Slave – 4:12
4. Martyr / Sacrificulum – 3:26
5. Thanatology – 4:40
6. The Suicide Song – 3:39
7. House of the Whipcord – 3:58
8. Cloak of Midnight – 5:28
9. Return of the Freezing Winds – 3:07
10. Theme from Nekromantikk – 3:04
11. The Good Old Enema Treatment – 1:52
12. He's Turning Blue – 2:53 (édition limitée)